# Армяне в Иране
Армяне в Иране (арм. Հայերն Իրանում, перс. ارمنی‌های ایران‎) или персидские армяне (арм. պարսկահայեր) — армянское этническое меньшинство, проживающее в Иране. В Иране существуют три главных армянских общины, которые располагаются в Тегеране, Иранском Азербайджане и Нор-Джуге (Новая Джульфа Исфахан). Связи между ними прямые и постоянные. Армянская община Ирана тесно взаимодействует, особенно в случаях, которые касаются всей армянской диаспоры Ирана. Огромную роль во всех этих отношениях играют два депутата иранского меджлиса армянского происхождения, которые отстаивают права армян в Иране. Армяне Ирана являются самым большим по численности религиозным меньшинством в Иране, за исключением бахаи.

## История

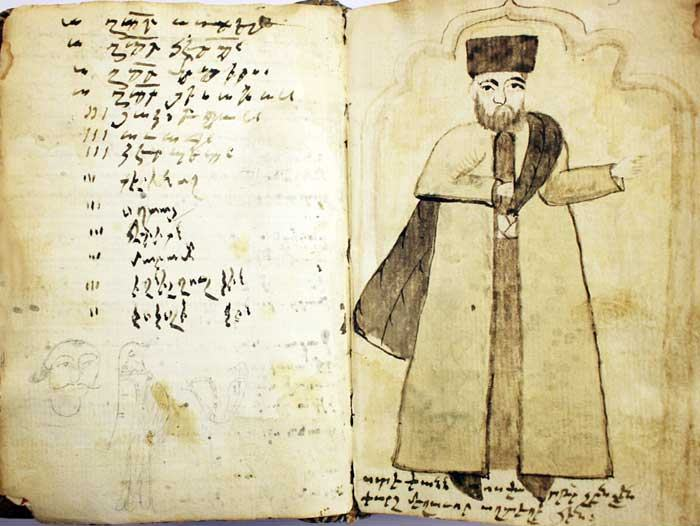
Историк Степанос Ерец

Армяне издавна проживали на территории современного Ирана. Главными центрами расселения армян в Иране до подписания Туркманчайского договора, являлись ханства на территории Восточной Армении: Эриванское, Нахичеванское, Карабахское, Гянджинское, Макинское, Хойское ханства; Шамшадинский и Казахский султанаты, некоторые районы провинции Азербайджан, а также Тегеран, Исфахан (в т.ч. Нор Джуга) и другие города страны. В 1603 году Шах-Аббас насильно переселил свыше 250 тыс. армян из Восточной Армении в глубь Персии, в результате чего армяне стали меньшинством на своих исторических землях.
В Иране армяне, заняв свою нишу, занялись активной деятельностью. Армянские купцы, контролируя ввозы и вывозы товаров, наладили связи с Европой, часто выполняя при этом дипломатические поручения от лица шаха. Возникающие в иранском государстве торговые компании, состояли в основном из армянских купцов.
Мусульмане Ирана наблюдали за Османской империей, где разбогатевшие иноверцы в лице армян и греков благодаря своей деятельности наладили связи с Западными странами. Одновременно с этим мусульманам внушалась мысль о их превосходстве над «неверными» как более низшими существами.Произвол верховной власти, а также разного уровня чиновников и правителей, по отношению к христианскому населению усугублялся также и политическими мотивами. Во время русско-иранских войн армяне неоднократно подвергались преследованиям. Пиком таких преследований стала антиармянская политика Каджаров, проводившаяся шахом в 20-х годах XIX века. Тогда ряд армянских семей были насильно переселены из Ереванского ханства в другие районы Ирана, а многочисленные армянские мальчики и девочки были отправлены в гаремы высших чиновников Ирана и состоятельных лиц.

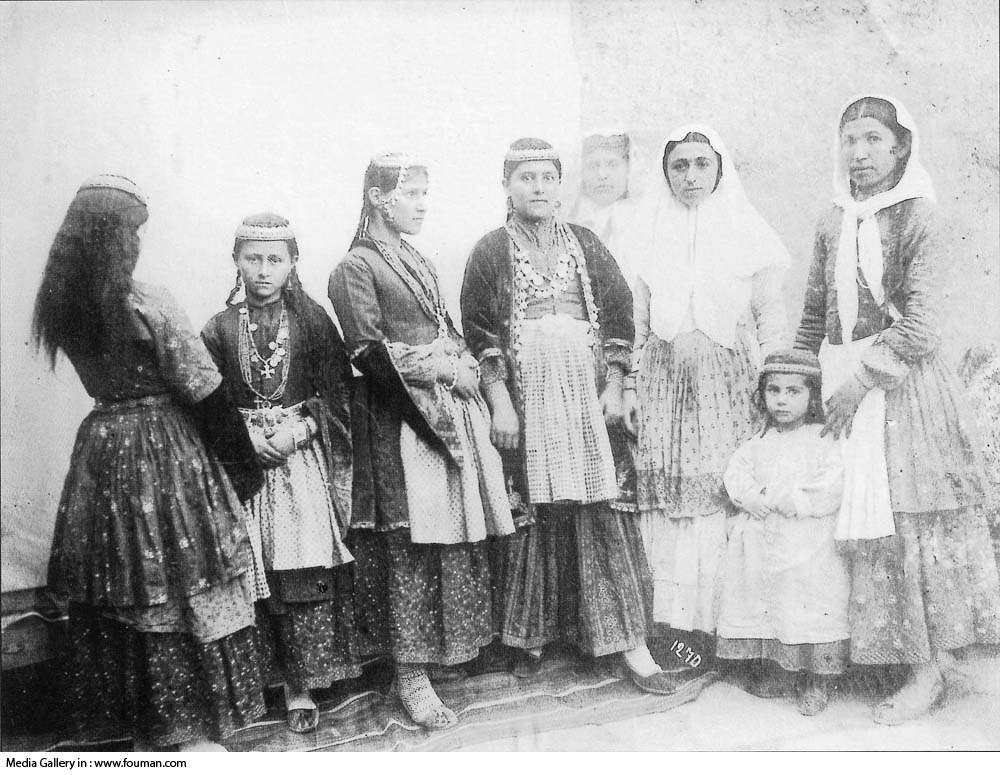
Армянки Ирана, фото между 1891—1892 гг.

Иранские власти и шиитское духовенство всячески старалось перевести покорённые христианские народы в мусульманство. В целях пропаганды ислама ими охотно приводились примеры процветания и выдвижения на высшие государственные посты принявших ислам христиан. Однако, несмотря на частые притеснения и гонения, а также попытки властей обратить иноверцев в ислам, переход в мусульманство не являлся частым явлением среди армян. Подавляющая масса армянского населения не восприняла религиозную ассимиляцию и осталась в лоне национальной христианской церкви. Отмечались лишь редкие единичные случаи добровольного принятия ислама и случаи перехода в ислам перед лицом смерти или рабства. Среди придворных ювелиров шаха иногда были армяне, которых насильно обращали в ислам. Согласно закону, христиане не могли занимать административные посты. Иноверцы могли выполнять управленческие функции только в своих общинах. Также наблюдалось неравенство христиан с мусульманами и в области налогообложения. В отличие от мусульман, христиане должны были платить налог на жизнь («джизью»), за неуплату которого Коран разрешал убийство должника. Однако бедняки-иноверцы, не имевшие семьи и никакого имущества, освобождались от уплаты этого налога. Помимо этого с каждой армянской семьи взимался ежегодный налог в 100 рублей (в переводе на русские деньги). С холостяков данный налог не брался. Армянская церковь имела привилегии: она была освобождена от уплаты налогов с земель, находившихся в собственности армянской церкви, а также имела зафиксированную ставку налогов с армянонаселённых деревень и кварталов. Армянская община Ирана, а общение её членов с мусульманами было ограничено. Жизнью в общине, на основе церковного права и судебника Мхитара Гоша, до 1828 года управлял Эчмиадзинский католикос. Последний представлял интересы армян перед шахами, имел право судить членов своей общины, а также право контролировать школы и книгоиздание. Армяне, проживавшие в городах, в основном занимались ремесленными делами и торговлей. Армянские ювелиры, камнетёсы, мастера по обработке металлов а также другие ремесленники из армян славились на весь Иран. Процветающие армянские купцы также пользовались славой и вызывали зависть мусульманского населения, особенно те из них, кто вёл торговлю с европейскими странами. К середине XIX века доля армянских купцов в иранском экспорте достигла пика и доходила до 30—50%, а в импорте — 30-60%. Ввиду своей многочисленности и благодаря политическому весу, вкупе с хорошим финансовом  положением, защитой католикоса и покровительством знатных единородцев, армяне находились в лучшем положении, чем другие этнические и религиозные меньшинства. Почти в каждом городе страны имелись караван-сараи принадлежащие армянам.
К началу XIX века, армянская школа в Новой Джульфе получала государственную поддержку, армянское духовенство и церкви были освобождены от налогов. Армянские купцы основывали новые торговые дома в регионах Каспийского моря и Персидского залива, а также торговали с Россией, Индией и Европой. На экспорт шли сухофрукты, кожа и ковры, на импорт — оборудование, стеклянная посуда и ткани. Армянские портные и ювелиры представляли в Персии европейскую моду, а армянские фотографы были одними из первых в этой профессии. Армяне также были одними из первых художников и музыкантов западного стиля.
После поражения в войне с Россией и последующего заключения Туркманчайского мирного договора, одним из пунктов которого обозначалась возможность свободного переселения армян в пределы России, множество армян пожелало воспользоваться этой возможностью. Однако шахские власти помимо того, что не желали обеспечивать выполнение данного условия, всячески препятствовали исполнению данного пункта договора. Ситуация ухудшилась после того, как в российском посольстве были укрыты желающие вернуться на родину в Армению евнух шаха и две армянки из гарема Аллахяр-хан Каджара. Укрытие в русской миссии столь значимых для шахского двора армян послужило причиной для возбуждения недовольства исламских фанатиков, которое вылилось в уничтожение и резню в посольстве России. После разгрома российской миссии в Тегеране исламское духовенство заявило, что улемы не обязаны исполнять условия Туркманчайского договора и отпускать в Россию армян, которые ранее были вынуждены принять ислам, а позднее вернувшихся в христианство. Ахунды призывали народ убивать этих вероотступников. После присоединения Армении к России резиденция католикоса оказалась вне границ Ирана и как результат местные армяне лишились защиты со своего церковного иерарха, оказавшегося на территории Российской империи. После 1828 года, после начала переселения в уже российскую Армению, армянское население в Иране резко сократилось. В течение 1828—1829 годов по оценке католикоса всех армян Нерсеса, в  Закавказье  переселилось 8 тыс. армянских семейств, что в свою очередь причинило огромный финансовый ущерб городам Мараге, Салмасу и Урмии.
К концу XIX века на территории Персии жило около 100 000 армян.
18 (05) мая 1910 года, газета «Русское слово» сообщало об армянском погроме в Султан-Абаде, - городе расположенном в 100 верстах от Хамадана. В результате погрома, по слухам, был убит армянский священник и 12 обывателей-армян.

## Армяне в период правления Реза Шаха Пехлеви (1925–1941 гг.)
Приход к власти династии Пехлеви открыло новую эру для иранских армян. Политика модернизации и вестернизации Реза Шаха Пехлеви (1924–1941) и Мохаммеда Реза Пехлеви (1941–1979) дали армянам широкие возможности для продвижения вперёд.
В целом, армяне во время монархии Пехлеви оставались видной и активной частью иранской социально-экономической среды.
В Конституции 1906 года, действовавшей на протяжении всего периода правления династии Пехлеви, под понятием «меллат» (нация) понималась конфессиональная общность населения. Мусульмане объявлялись «иранской нацией», национальными меньшинствами считались немусульманские группы. Таким образом, конституционное определение иранской нации было достаточно расплывчатым. Конституция 1906 г. никак не отражала проблемы меньшинств. В лучшем случае выделялись лишь тюркоязычная и арабоязычная группы. Понятие этнической общности подменялось конфессиональной, хотя и здесь наблюдалась непоследовательность: за суннитами – в подавляющем большинстве неперсами (курдами, арабами, туркменами, белуджами) право конфессионального меньшинства не признавалось, в отличие от армян, ассирийцев, евреев, зороастрийцев. Провинции страны, населённые другими народами, не получали никаких особых автономных прав. Национальная специфика не учитывалась при формировании административного аппарата, а делопроизводство в национальных районах велось на фарси. Правом избирать своих депутатов в меджлис, помимо персов, могли пользоваться только немусульманские меньшинства – зороастрийцы, армяне-христиане, иудеи (начиная с 1960 г. ещё и ассирийцы), но в высшей палате парламента – сенате – места для неперсов вообще не были предусмотрены.
При этом шахский режим в реализации своей национальной политики по конструированию единой иранской общности использовал идеи иранского национализма и паниранизма. Одной из главных составляющих национальной политики правительства Реза Пехлеви являлась иранизация (персизация) национальных меньшинств страны. В 1920–1930-х годах происходит формирование великоиранского шовинизма, основу которого составил великоперсидский шовинизм, направленный на подавление стремления периферийных этносов страны к национальному самоутверждению. Он сочетался с политикой ассимиляции, которая стала осуществляться в государственном масштабе после подчинения племён и централизации государства к середине 1930-х годов. Основная цель, которая преследовалась при этом – создание единой персоязычной иранской нации. Единственным официальным государственным языком в Иране являлся персидский язык. Образование осуществлялось исключительно на персидском языке. Издание книг и газет, даже публичные выступления на родных языках – ассирийском, армянском, азербайджанском, курдском, белуджском и других – были запрещены. Иностранные школы, большинство из которых были миссионерскими, были обязаны обучать школьников персидскому и арабскому языкам.
По мере укрепления государственного суверенитета эта ипостась национализма постепенно отходила на второй план, уступая место нарождавшемуся «национализму без либерализма» с ярко выраженной ассимиляторской направленностью. Его составной частью, помимо культа монархии, стало усиленное пропагандирование «этнонациональной однородности» иранцев, их национальной и культурной исключительности.
В период правления Реза Пехлеви положение армянской общины была гораздо более трудным, чем при царствовании его сына – Мохаммеда Реза Пехлеви. Несмотря на то, что армяне получили некоторую степень культурной и религиозной автономии в делах общины и в меджлис был допущен ещё один депутат, Реза Пехлеви запретил армянам занимать государственные и административные должности. Историк Пахлеванян утверждает, что в 1909 году на каждые 50 000 человек приходился один депутат, а когда армяне (100 000 человек) попросили двух депутатов, им было отказано. Поэтому до пятого меджлиса (1925–1927) у них был только один депутат.
Реза Пехлеви также стремился стереть неперсидское наследие из Ирана, запретив языки меньшинств в школах, в искусстве (например, театральные представления), религиозных церемониях и в книгах.
По приказу Реза Пехлеви, многие деревни, имевшие армянские, азербайджанские, курдские, белуджские, арабские и туркменские географические названия были изменены на персидские. Изменения первоначальных названий коснулись не только посёлков и школ, но и улиц, городов и провинций. Племенные и сельские общины были вынуждены подчиниться центральному правительству. Имело место также и принуждение родителей давать персидские имена своим детям.
Во времена правления шаха Реза Пехлеви тюркоязычная община шиитов, хотя и не была довольна своим положением, занимала привилегированное положение по сравнению с христианским (армянским и ассирийским) меньшинствами, евреями или даже курдами-суннитами.
Ещё в 1921 году Реза Хан использовал этническую и религиозную идентичность для достижения своих политических целей. Он намеревался уничтожить своего соперника и партнёра Сеид Зияэддина Табатабаи (занимавший с февраля по май 1921 года пост премьер-министра Персии), используя свои контакты с немусульманскими группами, особенно с армянами.
Централизованное государство Реза Пехлеви стремился укрепить свой суверенитет путём образования и призыва на военную службу. В 1920-х годах армяне как религиозное и этническое меньшинство тоже были призваны в армию.
Ещё в конце июня 1922 года каждому племени было приказано предоставить определённое количество кавалеристов для формирования личного эскорта Реза Хана. Отличие нового набора племён от традиционных племенных сборов заключалось в том, что новобранцы были объединены в более крупные единицы смешанного состава и не обязательно возглавлялись людьми из своего собственного племени. Однако двумя исключениями были курдские и армянские эскадроны кавалерийской бригады Центральной дивизии.
С 1925 по 1938 год был период относительно спокойным. Впервые армяне были в некоторой степени защищены от беспорядочных атак со стороны властей Но ситуация изменилась в конце 1930-х годов – ассирийцы и армяне подвергались особой дискриминации.
В 1927 году была проведена реформа школьного образования, согласно которой общеобразовательные школы были переданы под контроль министерства просвещения и в них могли обучаться не только мальчики, но и девочки. В том же году последовал указ о ношении всеми гражданами европейской одежды, и часть шиитских улемов и мулл, перестав носить традиционную одежду духовных лиц, переоделась в европейское платье; это были в основном муллы, которые преподавали ислам и Коран в светских школах.
С 1927 года армянским школам, наряду с азербайджанским школам, угрожали закрытием, если они не введут персидский язык как основной язык обучения. В ответ армянские школы были вынуждены ограничить количество часов, преподаваемых на армянском языке в пользу персидского языка, и даже были вынуждены изменить названия своих школ на персидские.
Женщины также обучались разным профессиям. Стандартизированное обучение акушерок впервые произошло в эпоху Реза Пехлеви. Список выпускников новой школы акушерства в 1930 году указывает на то, что многие были членами религиозно-этнических меньшинств. В самых противоречивых новых профессиях, таких как сценическое искусство, ведущие женские роли играли и Лоретта Айрапетян и Варто Тарьян, которые были иранскими армянками.
Шах не терпел никакого сопротивления этим изменениям и зашёл так далеко, что заключил в тюрьму директора армянской средней школы, который протестовал против её закрытия. Такая репрессивная политика шаха была направлена не только против армянской общины. Так, в ещё 1934 году были закрыты школы бахаи. Также были закрыты школы и пресса арабов, азербайджанцев, белуджей, курдов и туркмен.
Реза Пехлеви с подозрением относился к армянам и их связям с Советской Арменией, и его страх перед иранско-армянским большевизмом даже привёл его к изгнанию архиепископа в 1933 году за предполагаемые коммунистические наклонности. После принудительного отречения Реза Пехлеви в сентябре 1941 года, армянским школам было разрешено вновь открыться, хотя и без разрешения Министерства образования, которое они официально не получали до 1950-х годов.
Страхи Реза Пехлеви связывались с событиями периода конституционной революции 1905–1911 гг., активное участие в которой также принимали видные армянские деятели, как из партии «Гнчак», так и «Дашнакцутюн».
После победы над конституционалистами в 1909 году лидер революционного движения в Реште, Епрем-хан Давтян стал начальником полиции в Тегеране. Назначение Епрем-хана на этот пост, должность, которая была равна по силе министерской должности, подтверждало его организационные и военные способности. Это также проливает свет на космополитический характер революционеров того периода и возможность, которую революция предоставила армянскому делу.
В августе 1910 года сардар (маршал) Епрем-хан Давтян, приняв под свою команду часть бахтиярских формирований, разгромил отряды Саттар-хана и Багир-хана, взявших тогда сторону младотурок. 300 бойцов Саттар-хана погибли, сам он был тяжело ранен в ногу. Большая часть азербайджанцев была разоружена. Епрем-хан погиб в битве с силами Салар-уд-доуле, брата Мухаммеда Али Шаха, в Хамадане в мае 1912 года. Смерть Епрем-хана означала конец для полиции как эффективной военной силы. Тем не менее, он заложил основу структуры, на базе которой в последующем была сформирована общенациональная городская полиция.
Несмотря на некоторую степень притеснении со стороны властей, армяне с течением времени заняли важное положение в области искусства и науки, Иранской нефтяной компании, отрасли по производству икры и доминировали в таких профессиях, как пошив одежды, изготовление обуви, фотография, автомеханика, а также управление кафе и ресторанами. До 1933 года иммигранты и беженцы из России увеличили численность армянской общины. Вторая мировая война дала иранским армянам возможность увеличить свою экономическую мощь, поскольку союзники решили использовать Иран в качестве моста в СССР. Западное оружие и поставки в Союз были отправлены через Иран, и некоторые армяне, которые знали русский язык, играли главную роль в этом начинании. Особенно была активна социал-демократическая партия «Гнчак», но и у коммунистической партии Ирана также был армянский контингент. Но большинство армян остались верны дашнакам, а меньшинство, имевшее коммунистические симпатии, либо ушло в подполье, либо ушло с иранскими социалистами, когда они бежали в СССР в 1946 году после неудачного создания коммунистического режима в иранском Азербайджане. По советским данным, к ноябрю 1946 года в Армянскую ССР вернулись более 50 000 армян. 21 ноября было объявлено о планах принятии дополнительных тысяч в 1947 году. Большая часть прибывших были из Ирана, Сирии и Ливана.
Во время правления Мохаммеда Реза Пехлеви внутренняя автономия армянской общины была полностью восстановлена.

## Армяне Решта
В конце XVIII в. в городе Решт имелось значительное армянское население, в основном это были семьи купцов, связанных с русско-иранской торговлей. В городе имелся армянский квартал, который целиком и полностью был заселён армянами, там же находилась и армянская церковь. Со временем из-за нестабильности торговых связей с Россией и русско-иранских войн, часть армян покинула город и переселилась в пределы России. Помимо этого, видя в армянах потенциальных союзников России, местные власти с помощью спровоцированных антиармянских выступлений и путём налогового давления добились изгнания армян из Решта, ликвидации армянского квартала и разрушения армянской церкви. К началу 30-х годов XIX века в Реште осталось всего 6—7 армянских семейств. Однако уже в 40—50-х годах этого же века, в связи с расширением ирано-русской торговли и оптовой торговли шёлком-сырцом, в которой армянские купцы играли главнейшую роль, армянское население города вновь стало увеличиваться. В городе имелся армянский караван-сарай который использовался купцами-оптовиками ведущими торговлю шёлком-сырцом. Аналогичный  армянский караван-сарай был в Нишапуре, но, в отличие от Рештского, он был своеобразным складом шерсти и хлопка.

## Армяне Тебриза
По словам Тенрейро, на момент 1523 года в Тебризе было много армян. В середине XIX века, в Тебризе насчитывалось 400 армянских семей. В городе имелся принадлежащий армянам караван-сарай, который торговцы участвующие в международной торговле использовали в качестве перевалочного центра и склада тканей

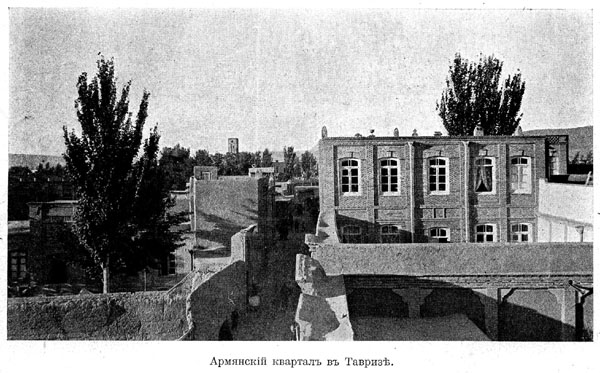
Армянский квартал Тебриза

## Армяне Тегерана
История армянской диаспоры Тегерана насчитывает около 100 лет.
Постепенно армяне из сельской местности переселялись в столицу, в результате этого численность армян в Тегеране приблизилась к 100 000 человек. Численность армян в Тегеране уменьшилась почти наполовину из-за ирано-иракской войны.

## Армяне Исфахана
Ферейдан (англ. Peria, арм. Փերիա P’eria) — город в Исфаханской области Ирана, был частично населён армянами, которые были переселены сюда Шахом Аббасом из династии Сефевидов. Губернатором Исфахана во времена каджаров были армяне Манучехр-хан, а затем Гурген-хан. В 1850 году в Новой Джульфе проживало 2586 армян. На тот период в  Исфаханской Джульфе насчитывалось 371 армянская семья. К высшей прослойке относилось 36 семейств священников и 35—40 семей крупных домовладельцев и купцов осуществлявших свою деятельность с другими странами. Семей относящиеся  к среднему классу насчитывалось: мелких торговцев - 40, ювелиров — 10, торговцев зерном — 8, мясников — 6, ковроделов — 6, бакалейщиков — 5, кузнецов — 4, а также 130 семей ткачей. Большинство женщин из семей среднего класса занимались изготовлением сладостей. Ещё ниже классом, насчитывающим в общей сложности 80 семей, были ремесленники и крестьяне, а также банщики, каменщики, парикмахеры, сапожники, виноделы, шорники и др. Самой низкой прослойкой являлись бедняки, число которых составляло 50—60 семей. Духовным пастырем армян и главой Армянской епархии в Исфахане  в 40-х годах в XIX веке был Оаннес Крымеци

## Армяне в Хое
Антиармянская политика, проводимая иранскими властями, привела к тому, что в городе Хое в начале 30-х годов
не осталось ни одного армянского семейства.

## Население
В середине XIX века в Тебризе насчитывалось 400 армянских семей, в Джульфе 350, в Тегеране 120, в Хамадане 40, в Бунире 14, в Ширазе 4. 

## Численность армянского населения в Исфахане
Население Ферейдана колебалось наряду с числом деревень, которые существовали. В 1851, 4 949 человек жили в 19 деревнях; к 1910 население увеличилось более чем втрое (25 деревень с населением 12 083 человек). Эти данные начала 20-го века указывают на то, что в Ферейдане была сильная армянская община. Ферейдан был отдельным сообществом, мусульманам не разрешали проживать в армянских деревнях. Иногда армянские деревни в Исфахане переживали проблемы, такие как, например, засуха.

## Армяне Ферейдана сегодня
Сегодня армянская община Ферейдана исчезла, большинство его жителей живут в Новой Джульфе, некоторые переехали в Россию, Европу и США. Ферейдан теперь занят мусульманами.
Список деревень, которые населяли армяне:
- 1. Boloran (всё ещё населяемый армянами)
- 2. Gharghan (всё ещё населяемый армянами)
- 3. Khoygan (всё ещё населяемый армянами)
- 4. Zarne (всё ещё населяемый армянами)
- 5. Chigan
- 6. Drakhtak
- 7. Gharghoon
- 8. Khong
- 9. Khoygan
- 10. Millagerd
- 11. Namagerd
- 12. Sangbaran
- 13. Senegerd
- 14. Shooreshkan
- 15. Savaran
- 16. Hezarjerib
- 17. Khoshgaleh
- 18. Hadan

## Армянские исторические памятники в Иране
Армянские архитектурные памятники в Иране находятся в отличном состоянии. Общество по сохранению культурного наследия и власти страны проявляют большую заботу о монастырях, церквях и других памятниках старины. При ограниченном бюджете, большие деньги уходят на реставрацию. Монастырь святого Фаддея и Монастырь святого Стефана в Иранском Азербайджане — место паломничества армян всего мира.
Сейчас в Иране действует 40 армянских церквей.

## Список армянских церквей в Иране

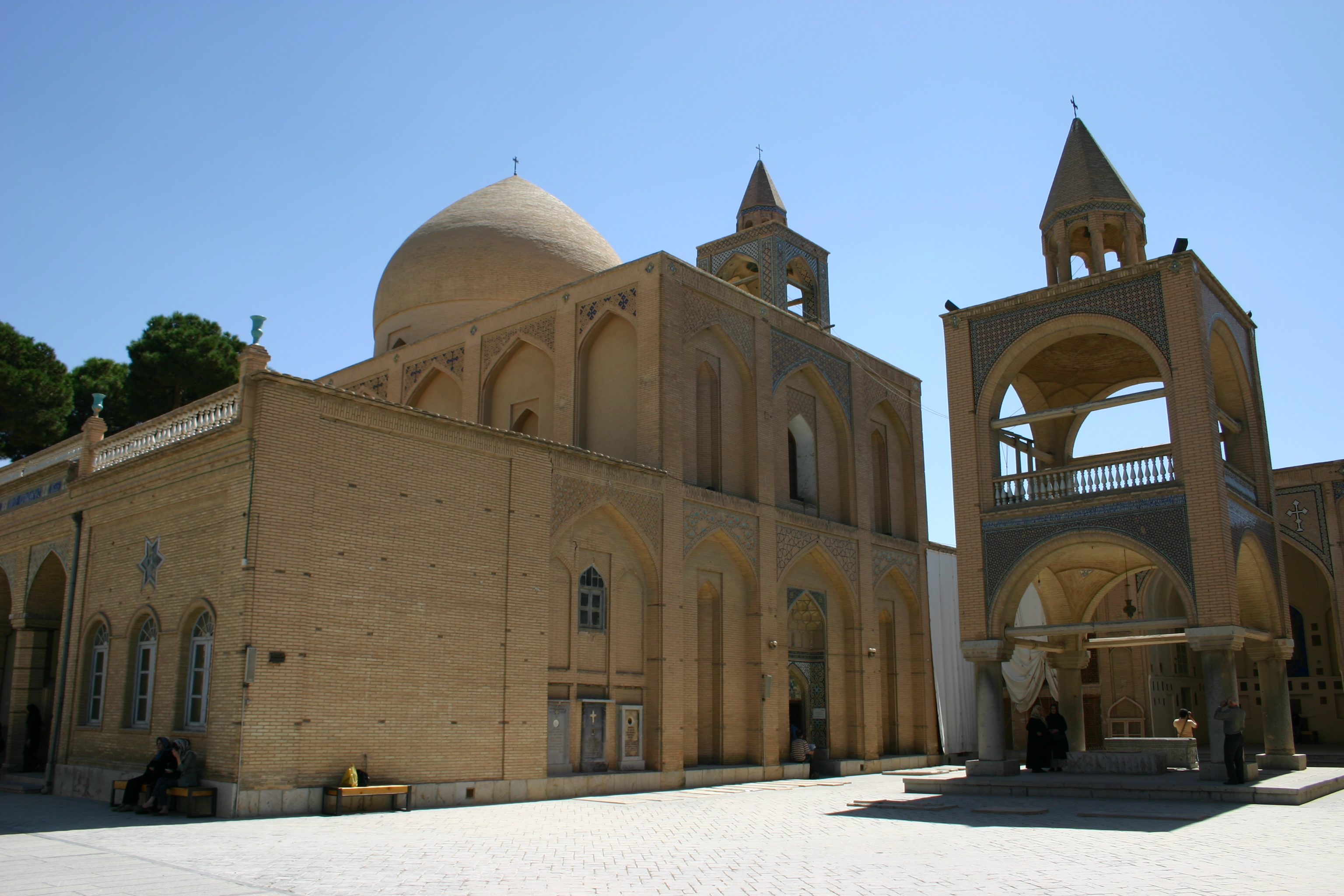
Ванкский собор — главный храм Армянской церкви в Иране. Расположен в городе Исфахане
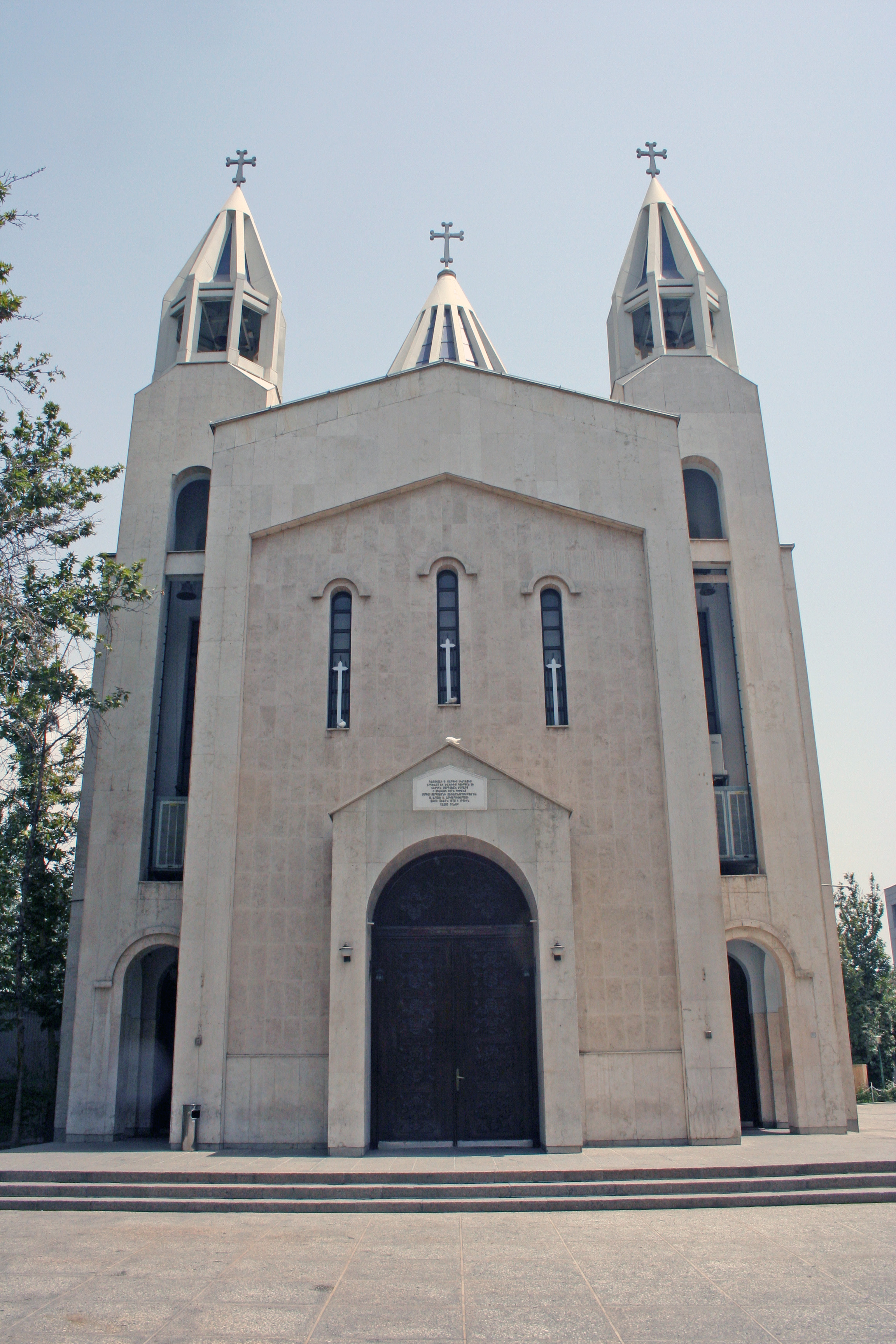
Собор святого Саркиса
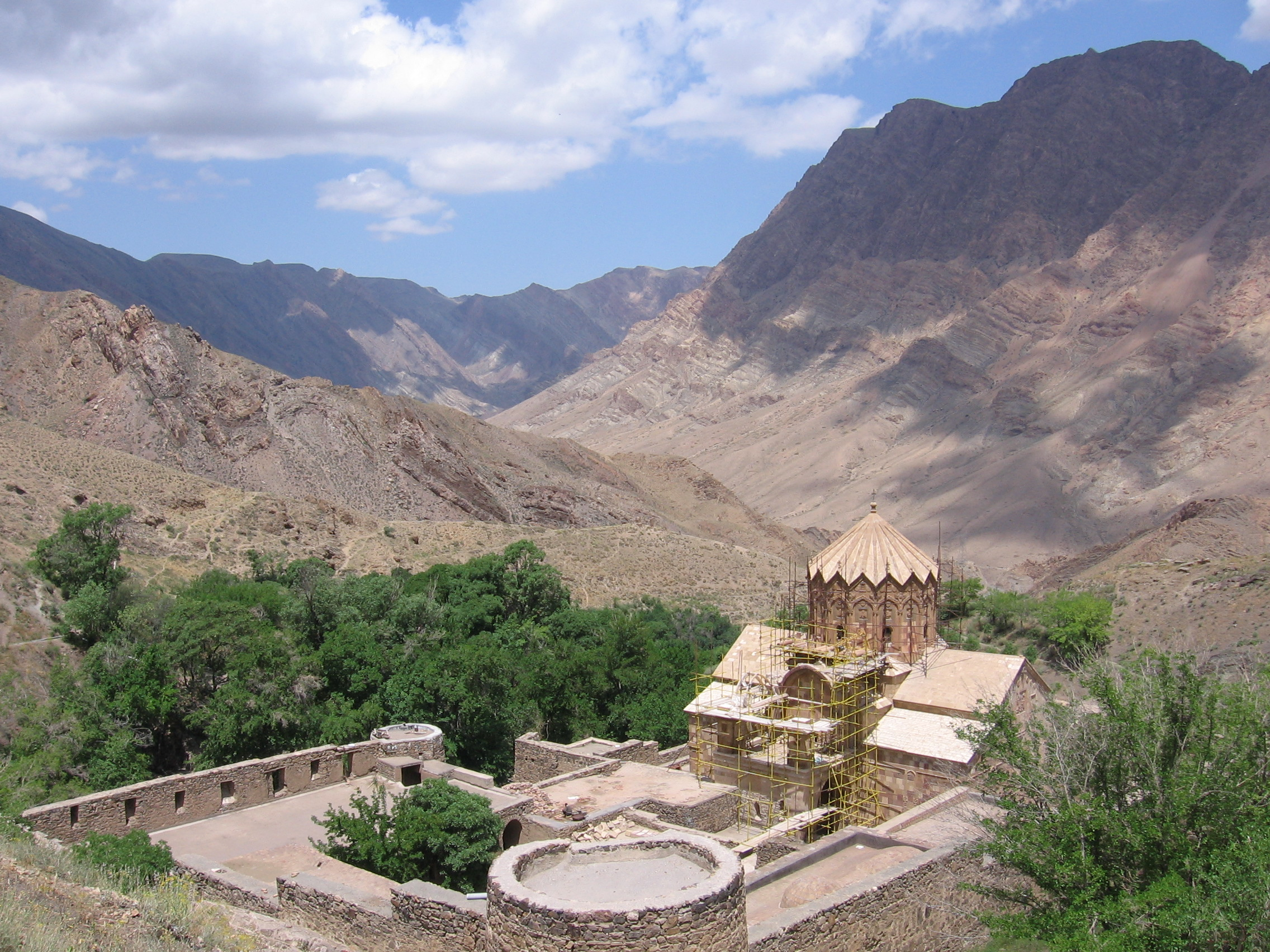
Монастырь Святого Стефана
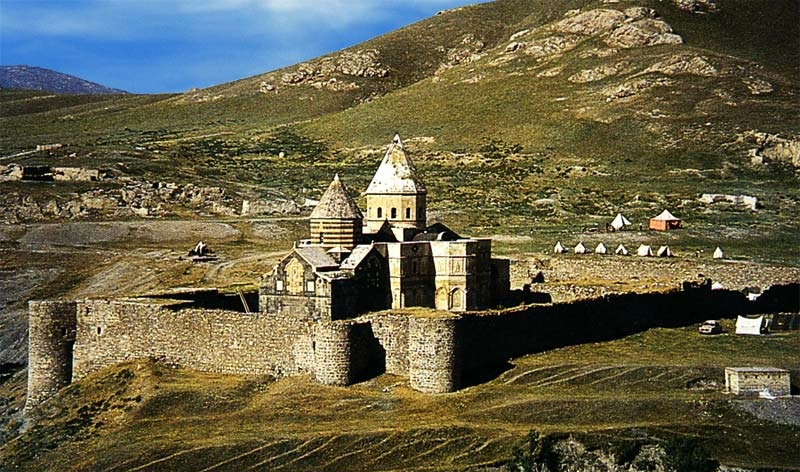
Монастырь Св. Тадевоса
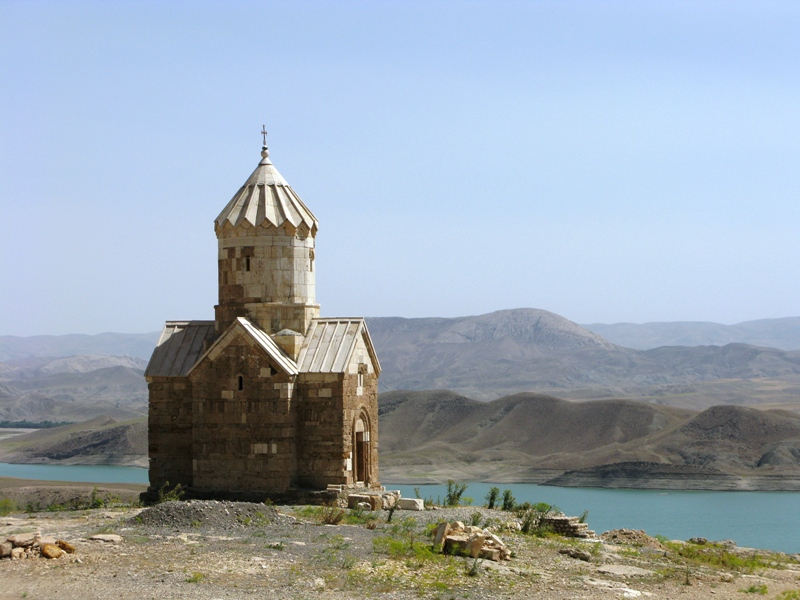
Церковь Дзор-Дзор в Атрапатакане
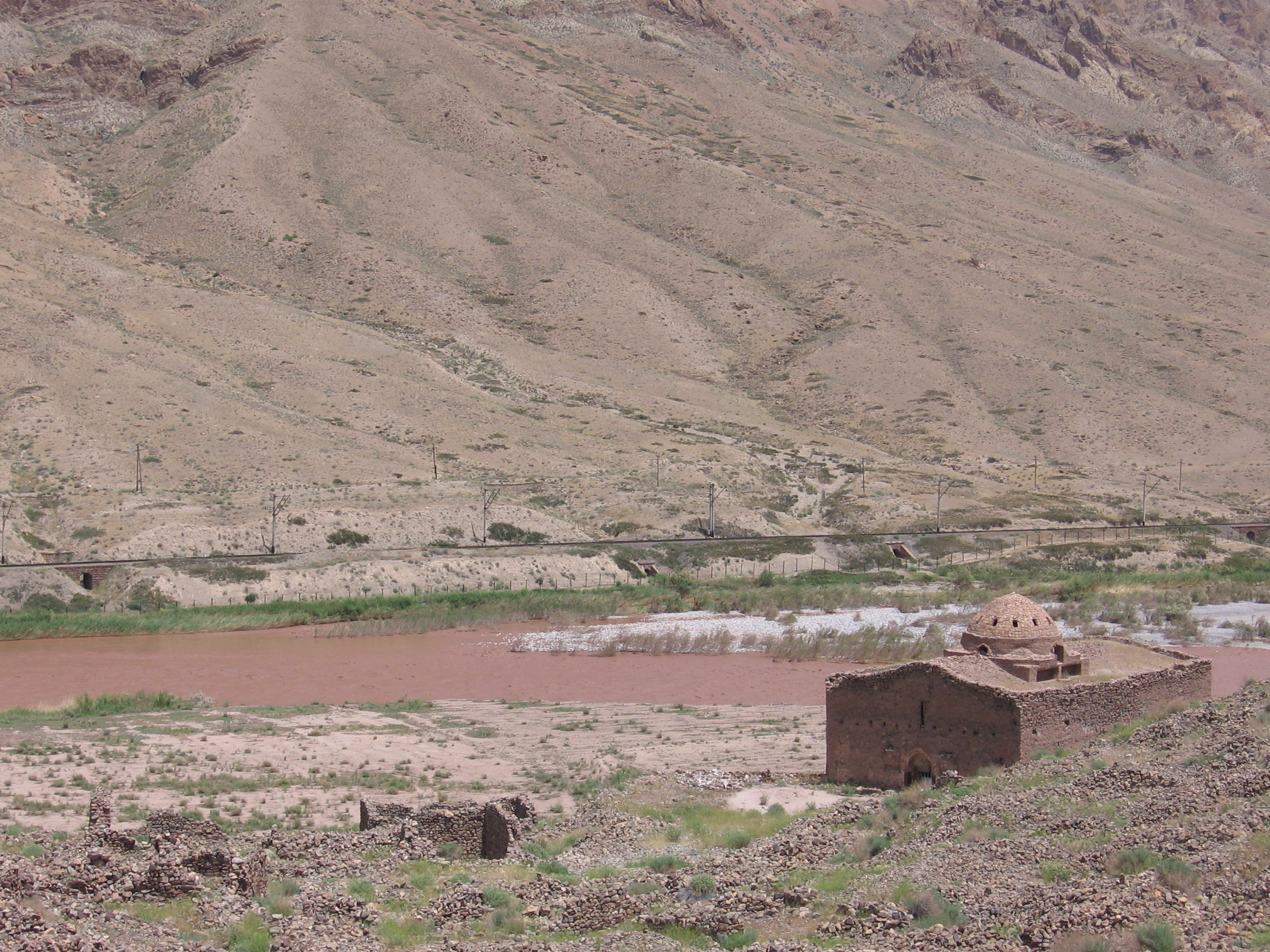
Церковь Святой Богородицы вблизи города Дарашамб